# 地理标记语言
地理标记语言（Geography Markup Language，GML）是由OGC定义的XML格式，用来表达地理信息要素。GML提供一个表达地理信息要素的语言模型，同时可以用来在Internet上进行地理数据交换的一个开放式交换格式。GML实用程序的关键在于它能够集成所有形式的地理信息，不仅包括常规的“矢量”或离散对象，还包括覆盖范围（另请参见GMLJP2）和传感器数据。

## GML模型
GML主要包含如下元素：
- 要素
- 座標
- 座標參考系統
- 拓樸
- 時間
- 動態要素
- 覆蓋
- 單位
- 方向
- Observations
- 地圖展現風格

## 标准
开放地理空间协会（OGC）是一个国际自愿性共识标准组织，其成员维护地理标记语言标准。 OGC与ISO TC 211标准组织进行协调，以保持OGC与ISO标准工作之间的一致性。 GML在2007年被采纳为国际标准（ISO 19136：2007）。

### ISO 19136
ISO 19136地理信息 – 地理标记语言，是地理信息标准（ISO 191xx）中ISO家族的标准。 这是因为开放地理空间协会定义和地理标记语言（GML）与ISO-191xx标准的统一。
GML的早期版本与3.1.1版的GML不符合ISO（GML 1，GML 2）。 ISO符合性尤其意味着GML现在也是ISO 19107的实现。

## 参阅
- 地理数据文件（Geographical Data File, GDF）
- GeoJSON